# Nhà thờ Tin lành lớn ở Bratislava
Nhà thờ Tin lành lớn ở Bratislava (tiếng Slovakia: Veľký evanjelický kostol v Bratislave) là một nhà thờ Cơ đốc giáo ở khu Phố cổ, thành phố Bratislava, Slovakia. Vào ngày 23 tháng 10 năm 1963, nhà thờ được ghi danh vào Danh sách Di tích Trung ương.

## Lịch sử
Nhà thờ được xây dựng theo phong cách Baroque - Cổ điển trong khoảng thời gian từ năm 1774 đến năm 1776. Bậc thầy xây dựng Matej Walch đảm nhận việc xây dựng nhà thờ này. Khi nhà thờ được xây dựng xong vào tháng 11 năm 1776, nhà thờ đã không có tháp chuông và đã được thánh hiến không lâu sau đó trong cùng năm. Ngày nay, bên cạnh việc thường xuyên tổ chức các thánh lễ hàng tuần, nhà thờ Tin lành lớn ở Bratislava cũng là nơi dành cho các buổi hòa nhạc cổ điển.

## Miêu tả
Nhà thờ sở hữu một gian trung tâm hình chữ nhật rộng rãi với đầy đủ bàn thờ, bục giảng, và đài hợp xướng. Bàn thờ với bục giảng do Petr Brandenthal thiết kế. Adam Friedrich Oeser là người vẽ bức tranh về cảnh Chúa Giêsu Kitô Phục Sinh hiện ra tại Em-mau dùng để trang trí cho bàn thờ chính.